# Lawrie Reilly
Lawrie Reilly (* 28. Oktober 1928 in Edinburgh; † 22. Juli 2013 ebenda) war ein schottischer Fußballspieler auf der Position eines Mittelstürmers, der zur legendären Sturmreihe der Famous Five bei seinem langjährigen Verein Hibernian Edinburgh gehörte.

## Leben

### Vorname
Reilly sollte ursprünglich den Namen Lawrence (gemäß seiner richtigen Schreibweise) erhalten, doch durch einen Schreibfehler des die Geburtsunterlagen bearbeitenden Standesbeamten wurde stattdessen Lawrance in der Geburtsurkunde eingetragen und fortan beibehalten.

### Kindheit und Jugend
Mit dem organisierten Fußball begann Reilly in der Schulmannschaft der North Merchison primary school. Seine fußballerische Jugend verbrachte er bei Edinburgh Thistle und 1944 wurde er von Hibernian Edinburgh verpflichtet, bei dem er 1945 einen Profivertrag erhielt.

### Hibernian
Interessant ist vor allem die Tatsache, dass Reilly seit seiner Kindheit ein leidenschaftlicher Anhänger der Hi-bees war, obwohl er in räumlicher Nähe zum Erzrivalen Heart of Midlothian aufwuchs. Die Liebe zu den Hibs ergab sich vor allem durch die irische Herkunft seines Vaters. Reilly selbst hat es einmal so ausgedrückt: „Ich wurde mit einem grünen Trikot auf dem Leib geboren und es ist das einzige Trikot, das ich jemals tragen möchte.“
Seinen ersten Einsatz für die Hibs bestritt Reilly in einem Spiel der zweiten Mannschaft am 24. August 1945 bei Hamilton Academical und bereits am 13. Oktober 1945 kam er in einem Spiel gegen den FC Kilmarnock erstmals in der ersten Mannschaft zum Einsatz.
Doch obwohl Reilly in den kommenden Jahren immer wieder mal zu Einsätzen kam, dauerte es bis zum Beinbruch seines Sturmkollegen Willie Ormond und dessen verletzungsbedingten Ausfall für mehrere Monate in der Saison 1948/49, ehe Reilly durch die Übernahme seiner Position einen Stammplatz erhielt.
Wegen der nicht ausreichenden Zahl von Einsätzen in der vorherigen Saison 1947/48, in der die Hibs ihren ersten Meistertitel nach 45 Jahren feiern durften, erhielt Reilly keine Meisterschaftsmedaille. Doch bei den nächsten Meistertiteln in den Spielzeiten 1950/51 und 1951/52 war Reilly einer der entscheidenden Spieler und wurde in denselben Spielzeiten sowie noch einmal 1952/53, als die Hibs den Titelhattrick nur aufgrund des schlechteren Torquotienten verpassten, dreimal in Folge Torschützenkönig der schottischen Liga. Zudem war er in sieben aufeinander folgenden Spielzeiten (bis 1956/57) jeweils erfolgreichster Torschütze der Hibs und ist noch immer der Rekordtorschütze des Vereins.

### Nationalmannschaft
Mit 38 Länderspielen für die schottische Nationalmannschaft ist Reilly zugleich der Spieler, der während seiner Zugehörigkeit zu den Hibs die meisten Länderspieleinsätze zu verzeichnen hat.
Sein Debüt im Dress der Nationalmannschaft bestritt Reilly beim 3:1-Sieg gegen Wales am 23. Oktober 1948. Ein besonderes Spiel war das 2:2 gegen England am 18. April 1953. Reilly erzielte beide Tore für Schottland und sein zweites Tor zum Ausgleich in der allerletzten Minute brachte ihm den Spitznamen Last Minute Reilly ein. Wegen einer Pleuritis verpasste er die Teilnahme an der Fußball-Weltmeisterschaft 1954.

### Sonstiges
1958 zog er sich eine schwere Knieverletzung zu, die das Ende seiner aktiven Laufbahn bereits im Alter von 29 Jahren bedeutete.
Nach seinem Rückzug vom aktiven Sport übernahm Reilly das Pub Bowlers Rest in Leith, das einst ein beliebter Treffpunkt der Hibs-Supporter war und das er vier Jahrzehnte lang führte.

## Erfolge
- Schottischer Meister: 1948, 1951, 1952
- Torschützenkönig der schottischen Liga: 1951, 1952, 1953